# Društveni rejting građana (Kina)
Sustav socijalnog kreditiranja (kineski: 社会信用体系, engleski: Social Credit System) projekt je kineske vlade osmišljen s ciljem bodovanja građana ovisno o njihovom društvenom i financijskom ponašanju.Podaci potrebni za bodovanje prikupljaju se pomoću nazdornih kamera, društvenih mreža i ostalih baza podataka. Pokretanje sustava je najavljeno 2014. godine, a prema pisanjima medija, trebao bi ući u stalnu uporabu do 2020. godine. Prema pisanju kineske novinske agencije Xinhua, iz 2017. godine, testna faza implementacije sustava pokrenuta je u gradu Šangaju te potom u provincijama Jiangsu, Anhui i Zhejiang.

## Stimulacija i destimulacija ponašanja
Građani mogu skupiti između 350 i 950 bodova koje dobivaju na temelju kriterija poput primjerice broja prometnih prekršaja, švercanja u javnom prijevozu, ponašanja na internetu, igranja igrica ili tome tko su im prijatelji na društvenim mrežama. Kao posljedica nepoželjnog ponašanja dobivanju se kazne poput primjerice zabrane putovanja, kupovanja željezničkih karata, gubitka zdravstvenog osiguranja, nemogućnost bukiranja soba u luksuznim hotelima, dok bi poduzetnici i individualci s dobrim rejtingom trebali biti nagrađivani.